# Episodi di Manifest (prima stagione)
La prima stagione della serie televisiva Manifest, composta da 16 episodi, è stata trasmessa in prima visione negli Stati Uniti sulla NBC dal 24 settembre 2018 al 18 febbraio 2019.
In Italia la stagione è andata in onda su Premium Stories dal 1º ottobre 2018 al 25 febbraio 2019. In chiaro è stata trasmessa su Canale 5 dal 3 luglio al 31 luglio 2019.
| nº | Titolo originale            | Titolo italiano                 | Prima TV USA      | Prima TV Italia  |
| -- | --------------------------- | ------------------------------- | ----------------- | ---------------- |
| 1  | Pilot                       | È solo l'inizio                 | 24 settembre 2018 | 1º ottobre 2018  |
| 2  | Reentry                     | Il rientro                      | 1º ottobre 2018   | 8 ottobre 2018   |
| 3  | Turbulence                  | Turbolenza                      | 8 ottobre 2018    | 15 ottobre 2018  |
| 4  | Unclaimed Baggage           | Bagaglio non reclamato          | 15 ottobre 2018   | 22 ottobre 2018  |
| 5  | Connecting Flights          | Coincidenze                     | 22 ottobre 2018   | 29 ottobre 2018  |
| 6  | Off Radar                   | Off radar                       | 5 novembre 2018   | 12 novembre 2018 |
| 7  | S.N.A.F.U.                  | Tutto a posto, niente in ordine | 12 novembre 2018  | 19 novembre 2018 |
| 8  | Point of No Return          | Punto di non ritorno            | 19 novembre 2018  | 26 novembre 2018 |
| 9  | Dead Reckoning              | Bilancio delle vittime          | 26 novembre 2018  | 3 dicembre 2018  |
| 10 | Crosswinds                  | Venti trasversali               | 7 gennaio 2019    | 14 gennaio 2019  |
| 11 | Contrails                   | Scie di condensazione           | 14 gennaio 2019   | 21 gennaio 2019  |
| 12 | Vanishing Point             | Punto di fuga                   | 21 gennaio 2019   | 28 gennaio 2019  |
| 13 | Cleared for Approach        | Avvicinamento autorizzato       | 28 gennaio 2019   | 4 febbraio 2019  |
| 14 | Upgrade                     | Aggiornamento                   | 4 febbraio 2019   | 11 febbraio 2019 |
| 15 | Hard Landing                | Atterraggio brusco              | 11 febbraio 2019  | 18 febbraio 2019 |
| 16 | Estimated Time of Departure | Orario di partenza previsto     | 18 febbraio 2019  | 25 febbraio 2019 |

## È solo l'inizio
- Titolo originale: Pilot
- Diretto da: David Frankel
- Scritto da: Jeff Rake

### Trama
Tornando a New York da una vacanza in Giamaica, la famiglia Stone si separa quando i fratelli Michaela e Ben, insieme al figlio di quest'ultimo, Cal, prendono il volo successivo, mentre la moglie dell'uomo, la sorella gemella di Cal, Olive, e i genitori di Ben e Michaela partono con l'aereo prenotato. Quando il Volo 828 della Montego Air dove si trovano Ben, Cal e Michaela atterra, dopo una forte turbolenza, i passeggeri sono sconcertati nello scoprire che, mentre per loro sono trascorse solo poche ore, per il resto del mondo sono passati cinque anni e mezzo dal loro decollo, durante i quali sono stati creduti scomparsi e probabilmente morti. Vengono così condotti all'Aeroporto Internazionale Stewart a Newbugh, New York, per essere interrogati prima di ricongiungersi con i loro familiari. Michaela scopre poi che nel frattempo sua madre è morta e il suo fidanzato Jared si è sposato con la sua migliore amica Lourdes. Michaela, che è un'agente di polizia, inizia a sentire una voce nella propria testa che la guida a salvare prima un bambino dall'essere investito da un autobus e poi due bambine rapite. Un'altra passeggera, la ricercatrice Saanvi scopre che la sua ricerca sul cancro, inviata poco prima della scomparsa dell'aereo, in quegli anni ha aiutato a salvare centinaia di pazienti. Il nipote di Michaela, Cal, malato di leucemia terminale e senza speranze prima del volo, risulta ora essere un candidato ideale per il trattamento scoperto dalla giovane dottoressa. Anche altri passeggeri del Volo 828 continuano a sentire delle voci nella testa, e vengono attirati verso la pista di atterraggio dov'è parcheggiato l'aereo; quando sono tutti riuniti e lo stanno guardando, l'aereo improvvisamente esplode senza spiegazione.
- Guest star: Joel de la Fuente (Dr. Brian Cardoso), Frank Deal (Capitano Bill Daly), Curtiss Cook (Radd), Rich Topol (Harvey), Julienne Hanzelka Kim (Kelley)
- Ascolti USA: telespettatori 10 400 000[6][7].

## Il rientro
- Titolo originale: Reentry
- Diretto da: Dean White
- Scritto da: Jeff Rake & Matthew Lau

### Trama
La Sicurezza Nazionale tiene sotto controllo i passeggeri presenti all'esplosione dell'aereo e chiede loro di non parlare con la stampa della loro esperienza. Ben aiuta un altro passeggero, Radd, a rimettersi in contatto con suo figlio Adio, che è stato arrestato a Rikers Island per una rapina che il ragazzo sostiene di non aver commesso. Le nuove abilità di Ben, lo conducono a scoprire che il vero colpevole è il figlio del proprietario e Adio viene scagionato. Intanto, Michaela evita la moglie di Jared, scossa dalla notizia del suo matrimonio; ma dopo aver visto su Facebook i suoi numerosi post dedicati a lei in tutti quegli anni, Michaela la raggiunge e le parla, mentendole riguardo alla risposta che avrebbe dato alla proposta di Jared prima che l'aereo sparisse. Ben intanto scopre tramite Olive che ora c'è anche un altro uomo nella vita di Grace. 
Kelly, una dei passeggeri del Volo 828, parla con i media della loro esperienza contrariamente alle richieste del Governo, e viene uccisa misteriosamente.
- Ascolti USA: telespettatori 8 450 000[8].

## Turbolenza
- Titolo originale: Turbulence
- Diretto da: Paul Holahan
- Scritto da: Gregory Nelson & Bobak Esfarjani

### Trama
Pensando che l'omicidio di Kelly possa essere collegato al suo aver parlato con i media, Michaela e Ben visitano la scena del delitto, e più tardi parlano con il marito della vittima, Patrick, e la loro governante, Christine. La Sicurezza Nazionale prende il controllo dell'inchiesta, e Vance prova a costringere Jared a tenerlo informato sulle mosse di Michaela. Cal è a disagio nello scoprire che il suo vecchio migliore amico, Kevin, ora frequenta Olive. Michaela è ancora traumatizzata dalla morte della sua amica Evie, avvenuta in un incidente d'auto mentre Michaela era alla guida, ragion per cui i genitori dell'amica, Glen e Beverly, l'hanno incolpata fin da subito della tragedia. Decide così di andare a far visita ai genitori di Evie e scopre che in quegli anni Beverly si è ammalata di demenza e che Glen non è più adirato con lei. In seguito Michaela affronta la sua paura di guidare per ritrovare Beverly, che in preda alla demenza se n'è andata di casa, e la salva dall'essere investita da un'auto. Il guidatore è Christine, che ha la collana scomparsa di Kelly e che poco dopo confessa di averla uccisa lei. Michaela spiega a Jared che in lei è cambiato qualcosa che non può spiegare. Saanvi scopre qualcosa di insolito nel sangue di Cal, e poi nel proprio: un marcatore generalmente prodotto a seguito di un ictus. Nel frattempo la Sicurezza Nazionale prende in custodia il corpo di Kelly.
- Ascolti USA: telespettatori 7 450 000[9].

## Bagaglio non reclamato
- Titolo originale: Unclaimed Baggage
- Diretto da: Craig Zisk
- Scritto da: Laura Putney & Margaret Easley

### Trama
Un flashback rivela che l'assistente di volo Bethany ha fatto viaggiare clandestinamente il fidanzato di suo cugino, Thomas, nella stiva, e la Sicurezza Nazionale ne ha trovato le impronte a bordo. Saanvi compara la radiografia del suo cervello a quelle di un paziente ricoverato e individua delle similitudini; infatti risulterà trattarsi proprio di Thomas. Quando il collega di Michaela si assenta a causa di una tubatura rotta, Jared si unisce a lei e durante il servizio segue con riluttanza l'istinto della ragazza, irrompendo durante un'operazione sotto copertura dell'ATF che mandano all'aria. Jared si prende tutta la responsabilità dell'accaduto e rischia di essere sospeso.
Grace scopre che la compagnia assicurativa sulla vita ha intenzione di riprendersi i 500.000 dollari che le avevano dato dopo la scomparsa e presunta morte del marito. 
Ben incontra Danny, l'uomo che Grace ha frequentato negli ultimi anni, dopo che Olive è stata scoperta a tentare di rubare un rossetto in un negozio di trucchi e ha chiamato l'uomo al posto del padre. Thomas fugge dal luogo del ricovero e la Sicurezza Nazionale inizia le ricerche per ritrovarlo. Con l'aiuto di Michaela e Saanvi, Bethany interpreta correttamente gli indizi lasciati nelle loro visioni e insieme trovano Thomas. Bethany gli spiega che Leo scomparve due anni dopo il decollo del loro volo, senza mai arrivare negli Stati Uniti e senza lasciare alcun messaggio per Thomas. Michaela e Saanvi aiutano Bethany a trovare un luogo sicuro per nascondere Thomas e scelgono l'ex centro commerciale appartenuto a Kelly Taylor. Robert Vance aggiunge Thomas, sotto il nome di "John Doe", al quadro generale delle Persone d'Interesse, sostituendo Kelly Taylor.
- Ascolti USA: telespettatori 7 460 000[10].

## Coincidenze
- Titolo originale: Connecting Flights
- Diretto da: Tawnia McKiernan
- Scritto da: Amanda Green & Margaret Rose Lester

### Trama
Dei flashback mostrano come Grace, Olive, Jared, Lourdes e Steve abbiano affrontato i giorni in cui il Volo 828 sparì. Un insabbiamento del caso riguardo all'intervento non autorizzato, provoca a Jared soltanto il trattenimento di 10 giorni di paga e lo costringe a dover ringraziare Robert Vance. Ben e Cal vanno a Coney Island dove, all'interno della metropolitana, Cal si mette a correre e conduce Ben al nascondiglio di Thomas, di cui in realtà non è a conoscenza, ripetendo in continuazione la frase "è tutto collegato", che lo stesso Ben ha già sentito nella sua testa. Bethany viene arrestata dalla Sicurezza Nazionale che la interroga riguardo a "John Doe", ovvero Thomas, che lei ha fatto entrare illegalmente negli Stati Uniti, mentre sua moglie progetta di aiutare, al suo posto, Thomas a fuggire in una baita in montagna. Su consiglio del padre, Michaela va a parlare con Jared in un bar. Ben e Cal scoprono dalla moglie di Bethany, Georgia, del suo arresto e li aiutano a organizzare la fuga. Michaela apprende poi da Ben che Cal non sente le voci come tutti gli altri, ma possiede delle abilità che manifesta in modo differente.
Nella scena finale, un flashback mostra Cal guardare fuori dal finestrino mentre tutti i passeggeri del Volo 828 sono addormentati, quando all'improvviso il bambino vede qualcosa risplendere al di fuori e sente una voce affermare che "è tutto collegato," le parole che stanno perseguitando Ben.
- Ascolti USA: telespettatori 7 290 000[11].

## Off radar
- Titolo originale: Off Radar
- Diretto da: Félix Enríquez Alcalá
- Scritto da: Matthew Lau & M.W. Cartozian Wilson

### Trama
Quando Cal si sveglia con un'inspiegabile febbre e inizia a parlare in bulgaro, Grace teme sia colpa del trattamento sperimentale per la leucemia, ma presto Ben collega le sue condizioni a Marko Valeriev, un passeggero bulgaro che si trovava sul Volo 828 e che non è più stato visto da quando ha lasciato il terminal. Michaela e il fratello riesaminano quindi i video di sorveglianza della notte in cui l'aereo è atterrato e vedono che i passeggeri sono stati caricati su cinque autobus, ma solamente quattro hanno raggiunto la destinazione prevista. Il quinto autobus, che conteneva undici passeggeri i quali, o erano di nazionalità straniera, o non avevano parenti prossimi o erano comunque individui di cui nessuno avrebbe denunciato la scomparsa, non è stato registrato nei rapporti della polizia e sembra essere scomparso nel nulla. Gli autobus erano sotto contratto della "Sistemi Dinamici Unificati" (SDU), una grande società coinvolta in molti settori industriali. Dopo aver ottenuto alcune informazioni da una traduttrice, passeggera del Volo 828 che aveva parlato con Marko, Michaela localizza la fattoria dove la SDU sta conducendo degli esperimenti sugli undici passeggeri scomparsi, ma quando si recano lì lei e Jared vengono allontanati da degli uomini armati. Ben affronta Vance riguardo alla scomparsa dei passeggeri, credendo che vi sia la Sicurezza Nazionale dietro questa sparizione e minaccia di raccontare tutto alla stampa. Sebbene Vance abbia i fascicoli sugli undici passeggeri che dimostrano essi siano stati registrati in diverse parti del mondo, egli, dubbioso al riguardo, guida una squadra per indagare nel luogo della fattoria. Al loro arrivo la SDU ha già spostato la propria ubicazione, ma Vance trova una medicazione insaguinata caduta accidentalmente. 
Quando gli esperimenti su Marko vengono interrotti per lo spostamento, Cal si ristabilisce.
- Ascolti USA: telespettatori 6 280 000[12].

## Tutto a posto, niente in ordine
- Titolo originale: S.N.A.F.U.
- Diretto da: Michael Schultz
- Scritto da: Jeff Rake & Bobak Esfarjani

### Trama
Sospettoso nei confronti della SDU, Ben si fa assumere nell'ufficio contabile della SDU, J. P. Williamson, per un incarico di basso livello. Analizzando i loro registri, trova delle informazioni riguardo ad una passeggera del Volo 828, Fiona Clarke. Più tardi Michaela e Jared rispondono a una chiamata da una scena del crimine dove lo zio di un giovane ragazzo è stato ucciso da un ladro. Il nipote del morto, Carlos, è riluttante a identificare il colpevole. Nel frattempo Ben e Saanvi incontrano Fiona, che li informa riguardo al suo lavoro sui neuroni specchio, mentre Ben e Saanvi la informano sul progetto "Singolarità", scoperto da Ben poche ore prima, che prevede di utilizzare i passeggeri scomparsi come cavie e di cui Fiona non è al corrente, come invece pensavano Ben e Saanvi. Ben partecipa quindi ad una partita a Poker, a cui era stato invitato nel mattino dal suo superiore, e conosce un informatico. Il mattino seguente si reca all'ufficio di questi e fa scivolare sui pantaloni dell'informatico del caffè; questi quindi lascia l'ufficio per andare a prendere dei vestiti puliti in auto e nel frattempo Ben scarica tutte le informazioni sul progetto "Singolarità" su una pen-drive, ma viene scoperto da Vance ed è costretto a cedergli la chiavetta USB con sopra i dati. Una volta tornato a casa Ben racconta a suo figlio di essere stato ostacolato da un uomo cattivo (Vance, che gli ha chiesto la pen-drive), ma Cal gli assicura che Vance non è più una minaccia. Dal momento che Michaela crede che Carlos abbia nascosto l'arma con cui è stato ucciso suo zio e non abbia voluto identificare l'assassino per potersi vendicare uccidendolo a sua volta, si reca da lui e lo convince a collaborare, nel frattempo lei e Jared catturano il colpevole in flagranza di un'altra aggressione. Più tardi, Michaela scopre che Carlos ricevette un trapianto di cuore anni prima, e il donatore altri non era che Evie, l'amica di Michaela. Vance dice al collega Powell che Ben non ha scaricato nessuna informazione della SDU, mentendo inaspettatamente.
- Ascolti USA: telespettatori 6 100 000[13].

## Punto di non ritorno
- Titolo originale: Point of No Return
- Diretto da: Nina Lopez-Corrado
- Scritto da: Gregory Nelson & Margaret Rose Lester

### Trama
Ben e Grace permettono a Cal di tornare a scuola con Olive. Dopo aver ricevuto una missione con una voce che diceva "non perderlo", Michaela interviene con Jared in una situazione critica: Harvey, un passeggero del Volo 828, vuole buttarsi da un palazzo poiché ritiene di essere "l'Angelo della Morte"; nonostante i tentativi di Michaela di farlo ragionare, l'uomo si getta e muore.
A scuola Cal ritrova i suoi amici che in questi 5 anni e mezzo sono cresciuti moltissimo e la presenza del bambino fa riemergere vecchi ricordi tra tutti loro.
Vance contatta Ben e i due si accordano per lavorare insieme. Chiedono a Fiona di incontrare uno dei suoi vecchi contatti alla SDU e di inserire una cimice nell'ufficio di Laurence Belson. Mentre fa la spesa Grace incontra Lourdes e nota un kit per la fertilità nel suo cestino della spesa; così pensa di dirlo a Michaela, che nel frattempo scopre con Jared che tre persone con cui Harvey aveva parlato delle sue visioni sono morte in spiacevoli incidenti. Michaela riceve nuovamente la chiamata "non perderlo". Ben prende in prestito di nascosto l'ID di accesso del suo capo per fare delle ricerche nella sede della SDU su dove possano essere stati portati i passeggeri scomparsi. Intanto, Vance usa le sue risorse nella Sicurezza Nazionale per tracciare i telefoni che sono stati nelle aree che appartengono alla SDU. Insieme, restringono la ricerca a una proprietà privata. Lo staff del Progetto Singolarità si prepara a fare nuovi esperimenti su Marko e Cal è ancora connesso a lui.
- Ascolti USA: telespettatori 5 560 000[14].

## Bilancio delle vittime
- Titolo originale: Dead Reckoning
- Diretto da: Paul Holahan
- Scritto da: Laura Putney & Margaret Easley

### Trama
Quando il Volo 828 era atterrato, Vance aveva scoperto un mandato di arresto per la passeggera Autumn Cox, e la donna è tra le undici persone prelevate dalla SDU. Nel presente, Autumn si avvicina a Ben raccontandogli di essere fuggita dagli uomini del progetto Singolarità, ed essersi recata da lui perché sapeva che l'avrebbe aiutata. Ben coinvolge Saanvi e Fiona per aiutarla e le fa venire al nascondiglio, dove raccontano a Vance del progetto Singolarità. Nel frattempo, Laurence mostra ai suoi superiori gli esperimenti tramite delle riprese. Marko viene testato con un aumento della potenza, causando una reazione in tutti i passeggeri.
Grace scopre che Ben è stato licenziato dal suo nuovo lavoro e che Cal è scappato di casa. Mich, Jared, Vance, Ben, e Fiona non trovano nulla al magazzino dove si recano convinti di trovare i passeggeri, ma Cal arriva e svela loro un ingresso nascosto. C'è una sparatoria e i passeggeri vengono liberati. Vance, Jared, e Laurence vengono colpiti da un'esplosione accidentale. Fiona scorta i passeggeri scomparsi in un posto sicuro. Una volta giunta in ospedale con Jared, gravemente ferito, Mich viene a sapere che Vance non ce l'ha fatta. Grace e Ben prendono atto del fatto che il loro matrimonio non sta più funzionando e che loro due sono cambiati molto, così Ben se ne va. Più tardi, in segreto Autumn utilizza un cellulare, che aveva nascosto, per contattare i superiori di Laurence e chiedere cosa vogliono che faccia adesso, infatti la ragazza non è mai fuggita dagli uomini della Singolarità ma è stata mandata da loro come spia.
- Ascolti USA: telespettatori 5 970 000[15].

## Venti trasversali
- Titolo originale: Crosswinds
- Diretto da: Michael Smith
- Scritto da: Amanda Green & MW Cartozian Wilson

### Trama
Mentre Ben lascia la cerimonia funebre in memoria di Vance, viene avvicinato da Aaron Glover, un giornalista che si è dedicato ai podcast "828Gate", e che vuole intervistarlo. Fiona e Saanvi notano che tutti i passeggeri salvati hanno delle reazioni identiche e simultanee e organizzano che alcuni degli altri passeggeri vengano a far loro visita per vedere se sperimentano lo stesso fenomeno. Michaela riceve una visione di una tempesta di neve e sente le parole "trovala". Lei e Jared trovano così Helen, la moglie di uno dei passeggeri che si è risvegliato in preda a una totale amnesia. Lei però racconta loro che suo marito era stato violento con lei e per questo era fuggita, non appena sentì la notizia del volo riapparso. Autumn è frustrata dalla pressione dei superiori di Laurence e cerca di liberarsi del loro controllo gettando via il telefono dove la contattano. Olive invita Danny a casa per cena per tirare su il morale a Grace, ma peggiora le cose. Ben convince il sottoposto di Vance, Tim Powell, ad aiutarlo per ottenere informazioni sul "Maggiore", la misteriosa figura che sembra celarsi a capo degli esperimenti sui passeggeri. Jared confessa a Mich che lui la ama ancora, e i due finiscono a letto insieme. Mentre Powell viene prelevato da persone che lavorano per il Maggiore, uno dei suoi tirapiedi, il Direttore Jansen, fa una visita ad Autumn e afferma che il suo capo vuole parlarle, consegnandole un nuovo cellulare. Cal riceve una missione dove un uomo, in una tempesta di neve, sta tenendo in mano una fotografia di Michaela, mentre ripete "trovala".
- Ascolti USA: telespettatori 5 840 000[16].

## Scie di condensazione
- Titolo originale: Contrails
- Diretto da: Marisol Adler
- Scritto da: Matthew Lau & Bobak Esfarjani

### Trama
In dei flashback, il Capitano Bill Daly e il copilota Amuta guidano il Volo 828 attraverso un'imprevista tempesta. Nel 2018 al loro rientro, Vance accusa il Capitano di aver preso delle decisioni discutibili in tale situazione. Nel presente Bill racconta a Ben di come è stato accusato da tutti di quanto è successo al Volo 828 e di come ciò gli abbia fatto perdere anche la sua famiglia. Michaela contatta Amuta, tornato in Jamaica, che sostiene la stessa versione di Bill riguardo alla tempesta incontrata durante il volo. Ben accompagna quindi il Capitano a incontrare un meteorologo, Roger Mencin, che tempo prima aveva sospettato che alcuni "fulmini neri" avessero contribuito alla sparizione del Volo 828, ma era stato costretto al silenzio prima che potesse condividere pubblicamente le proprie idee. Il Direttore Jansen spinge Autumn a far visita a Michaela, che sta badando a Cal. Credendo di poter provare che non è stata colpa sua quanto successo al Volo 828, Bill rapisce Fiona, che invece è convinto sia coinvolta nella sparizione, e ruba un aereo; salito a bordo di esso con Fiona, si dirige verso un'altra tempesta di fulmini neri prevista di lì a poco, convinto di poter replicare il viaggio nel tempo e andare così nel futuro. La Guardia Aerea Nazionale lo avvisa di atterrare altrimenti saranno costretti ad abbatterlo, ma il Capitano si rifiuta. Viene così dichiarato che l'aereo è stato abbattuto, ma i media fanno notare come nessun relitto sia stato trovato.
Nel frattempo, Michaela scopre che il meteorologo è morto in un misterioso incidente in barca e i sospetti ricadono finalmente su Autumn, che può aver sentito la conversazione telefonica al riguardo. Grace scopre che Cal è scomparso improvvisamente e Ben crede sia stato rapito dagli uomini del Maggiore.
- Ascolti USA: telespettatori 5 460 000[17].

## Punto di fuga
- Titolo originale: Vanishing Point
- Diretto da: Millicent Shelton
- Scritto da: Jeff Rake & Gregory Nelson

### Trama
Ben arriva a casa e scopre che Grace ha chiamato la polizia per la scomparsa improvvisa di Cal, nel frattempo Michaela arresta Autumn e Jared mente dicendo alla squadra di polizia che Cal si trova a casa del nonno così da far terminare le indagini ufficialmente.
Ben e Grace trovano grazie a Olive un indizio che Cal ha lasciato in camera loro e cercano di rintracciarlo seguendo quest'unica traccia fino ad arrivare a Tannersville, un villaggio nello Stato di New York. Il Direttore Jansen scopre che Autumn è stata presa in custodia dalla polizia e informa immediatamente il Maggiore, la quale grazie al proprio potere annulla il mandato per evitare che la donna possa rivelare qualcosa ai poliziotti durante il fermo. Tuttavia Michaela scopre che la figlia di Autumn fu adottata prima che il Volo 828 tornasse e capisce che il Maggiore deve aver promesso alla donna di farle ritrovare la bambina solo in cambio del suo doppio gioco. 
Michaela rintraccia la figlia di Autumn e le fornisce tutte le informazioni al riguardo, e in cambio la donna rivela una falsa pista agli uomini del Maggiore, che stanno cercando Cal, mandandoli in una direzione sbagliata e allontanandoli da Ben e Grace. Questi ultimi, seguendo la traccia lasciata da Cal, raggiungono una baita isolata nel bosco. Lì fortunatamente ritrovano Cal, che spiega loro di essere fuggito volontariamente da casa per seguire una missione: aiutare un uomo in quella baita. Poco dopo, arriva effettivamente un uomo: un escursionista di nome Zeke, che sviene sulla soglia. Quando Michaela arriva, riconosce che si tratta dello stesso uomo della sua ultima missione. Una volta rinvenuto egli racconta loro di aver trovato riparo in una grotta durante una bufera di neve due settimane prima, ma ben presto si scopre che sta parlando del Dicembre 2017, mentre ora, come Ben spiega all'uomo, sono nel Dicembre 2018, esattamente un anno dopo. Nel frattempo, il Maggiore si trasferisce a New York.
- Ascolti USA: telespettatori 5 370 000[18].

## Avvicinamento autorizzato
- Titolo originale: Cleared for Approach
- Diretto da: Constantine Makris
- Scritto da: Laura Putney & Margaret Easley

### Trama
Zeke non si sente ancora pronto per affrontare il proprio ritorno nel mondo e Michaela decide di restare per qualche giorno nella baita con lui, mentre Ben e Grace riportano Cal a casa.
Non appena arrivano, un mattone viene lanciato contro la loro finestra, e Ben scopre che una grande X rossa è stata dipinta sulla loro porta d'ingresso. Mentre fa la spesa per Zeke, Mich trova un annuncio sulla scomparsa di Zeke e parlando con il negoziante scopre di Chloe, la sorella più piccola di Zeke che morì tempo prima nella stessa zona. Jared collega l'atto vandalico contro gli Stone a Calvin Webber, un uomo che ha dato vita a un sito web per parlare di una possibile cospirazione dei passeggeri del Volo 828; per questo motivo Ben, preoccupato, affronta Calvin ma la sua lite con l'uomo viene registrata e caricata online in diretta. Jared avverte quindi Ben che se ciò dovesse accadere nuovamente, né lui né Michaela lo potrebbero aiutare.
Intanto Michaela e Zeke seguono una missione che li porta a costruire un piccolo memoriale in ricordo di Chloe e Saanvi rivela a Ben che secondo le analisi di Zeke, anche lui ha il loro stesso marcatore nel sangue; purtroppo anche lei uscendo dal laboratorio, nota una grande X rossa segnata sulla porta del suo ufficio.
In questi giorni Grace e Ben si riavvicinano, mentre Michaela e Zeke trovano un graffito, su una roccia esterna alla grotta di Zeke, di due persone sotto tre stelle che sembrano essere loro, proprio mentre una tempesta di fulmini neri imperversa sopra le loro teste.
- Ascolti USA: telespettatori 5 540 000[19].

## Aggiornamento
- Titolo originale: Upgrade
- Diretto da: Craig Zisk
- Scritto da: Matthew Lau & Ezra W. Nachman

### Trama
Michela invita Zeke a stare per un po' nel suo appartamento, dove il ragazzo riceve una chiamata riguardo ad un lupo nero, che appare anche a Cal. Saanvi riceve una visita da una donna, Alice Ciccone, che le chiede di visitare il marito gravemente malato di cancro. Alice è in realtà un membro della "Chiesa dei Ricomparsi", che professa la convinzione che i passeggeri del Volo 828 siano tornati per poter compiere dei miracoli. Perciò, quando Saanvi dice alla donna di non poter far nulla per aiutare suo marito, Alice la costringe a continuare a occuparsi di lui, minacciandola con una pistola. 
Ben capisce che è accaduto qualcosa a Saanvi, che non gli risponde e la rintraccia tramite un opuscolo della Chiesa caduto ad Alice nell'ufficio di Saanvi. Michaela invece riceve una visita inaspettata di Lourdes, che sospetta ci sia qualcosa tra lei e suo marito e così Mich ammette la verità all'amica.
Ben e Mich si introducono con uno stratagemma dentro casa di Alice, dove trovano Saanvi e riescono a salvarla mentre aspettano l'arrivo dei rinforzi. Adrian, il capo della Chiesa dei Ricomparsi è uno dei passeggeri del Volo 828, e quando Ben va a parlarci furioso per quanto successo a causa dei suoi deliri, ammette in realtà di non credere veramente ciò che va predicando, ma che la cosa importante è che siano gli altri a crederci, facendo capire che vuole soltanto guadagnarci.
Il direttore Jansen, che si è infiltrato tra i fedeli della Chiesa, fa rapporto al Maggiore sull'aver visto Ben durante uno degli incontri. Olive scopre che il graffito visto da Michaela e Zeke rappresenta la costellazione dei gemelli. Mich va a casa di Lourdes per parlarle, ma scopre che lei se n'è andata lasciando Jared. 
Cal disegna la missione apparsa a Zeke, mostrando agli altri che il lupo si troverà con Michaela. Quest'ultima al momento si trova in servizio per investigare su un furgone caduto tre giorni prima nell'East River, durante la fuga da una rapina. Quando il furgone viene recuperato dall'acqua e la ragazza apre lo sportello del guidatore, quest'ultimo balza in avanti contro di lei, proprio come un lupo, ansimante e inspiegabilmente ancora vivo.
- Ascolti USA: telespettatori 5 260 000[20].

## Atterraggio brusco
- Titolo originale: Hard Landing
- Diretto da: Claudia Yarmy
- Scritto da: Gregory Nelson & Bobak Esfarjan

### Trama
In un flashback, si vede la rapina effettuata da James Griffin che in quell'occasione uccide non solo due guardie ma anche i suoi stessi complici, per fuggire con la refurtiva. Nel presente, James viene portato nell'ospedale dove lavora Saanvi dopo il suo ritrovamento nel furgone e quest'ultima, insieme a Michaela, realizza che il ladro e il suo furgone erano spariti da 82 ore e 8 minuti (8-2-8, le stesse cifre del volo scomparso) quando sono stati ripescati dall'acqua. Griffin riceve una missione riguardo alla minaccia di una bomba, che viene notata da Michaela, Jared, Ben e Zeke, ma l'uomo viene sedato prima di poter rivelar loro ulteriori informazioni al riguardo. Saanvi trova lo stesso loro marcatore nel sangue di Griffin. Quando Griffin si risveglia, Michaela gli spiega le missioni, e l'uomo decide di sfruttarle per fare un'offerta all'FBI di rivelare le informazioni in suo possesso in cambio della propria libertà.
Nel frattempo Saanvi sviluppa i sintomi di un disturbo da stress post-traumatico in seguito a quanto avvenuto con Alice. Zeke viene arrestato mentre cerca di irrompere in un appartamento, che poi spiega a Michaela essere l'abitazione della propria madre. L'FBI garantisce a Griffin l'immunità per gli omicidi commessi durante la rapina e, grazie alle informazioni che lui gli fornisce, disinnesca una bomba a Midtown Manhattan. Poco dopo, però, Michaela ha un'altra visione del lupo nero.
- Ascolti USA: telespettatori 6 000 000[21].

## Orario di partenza previsto
- Titolo originale: Estimated Time of Departure
- Diretto da: Dean White
- Scritto da: Jeff Rake & Amanda Green

### Trama
Griffin viene rilasciato dalla polizia. Michaela, Ben, Saanvi e Zeke ricevono tutti la stessa missione, in cui sentono la frase “Fermalo”. Sospettando di Zeke, Jared chiede al suo collega, Tony Diaz, di seguirlo. Diaz vede Zeke fare un sospetto acquisto illecito in un vicolo. Michaela e Ben affrontano Griffin poco prima che lui vada in TV come ospite di un talk show, con l'intenzione di rivelare a tutti delle missioni. Anche Zeke è lì per cercare di obbedire alla missione di fermarlo, e sta pianificando di sparare a Griffin: infatti è una pistola ciò che ha comprato. Improvvisamente, però, Griffin si sente male e inizia a rigettare inspiegabilmente una quantità massiccia d'acqua, morendo praticamente annegato sulla terraferma totalmente asciutta. Ben calcola che Griffin è morto esattamente 82 ore e 8 minuti dopo il suo ritorno, lo stesso identico lasso di tempo in cui egli era sparito. Ben e Olive calcolano quindi che i passeggeri del Volo 828 potrebbero tutti essere destinati a morire il 2 giugno 2024, fatto che viene confermato da Cal che mostra loro la visione che ha avuto riguardo alle loro morti. Grace confessa quindi a Ben di essere incinta ma con un'alta probabilità che il padre sia Danny. Il Dottor Matthews, un collega di Saanvi, le consiglia la propria terapista per il suo DPTS, ma questa si rivela essere il Maggiore sotto mentite spoglie. Infine Jared, convinto che Zeke abbia comprato della droga, decide di affrontarlo nell'appartamento di Michaela. Quando Zeke gli svela di aver comprato in realtà una pistola, lui e Jared danno il via a una pericolosa lotta. Nel momento in cui Michaela entra nell'appartamento, tra i due parte uno sparo fuori campo.
- Ascolti USA: telespettatori 5 360 000[22].